# Gilles Lalay

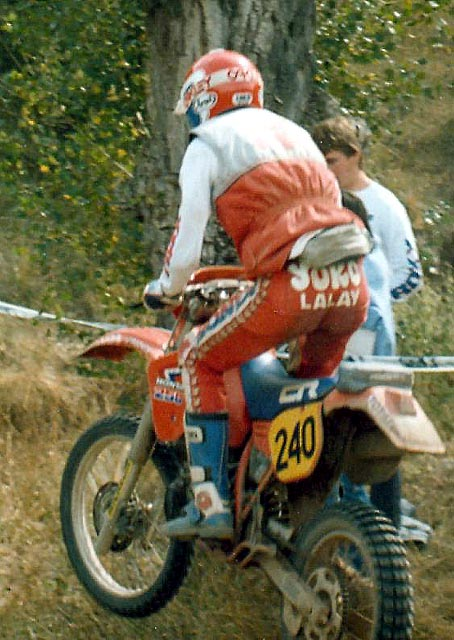
Gilles Lalay 1985

Gilles Lalay (* 21. März 1962 in Peyrat-le-Château; † 7. Januar 1992 in Pointe-Noire) war ein französischer Motorradrennfahrer.

## Karriere
In den 80er Jahren war Lalay einer der weltbesten Enduro-Fahrer, zehnmal französischer Enduro-Meister und neunmal ISDE-Sieger. 1989 gewann er die Motorrad-Klasse der Rallye Dakar. 1986 und 1991 wurde er zweiter der Dakar-Zweirad-Wertung. Er nahm seit 1986 überwiegend auf Honda an der Rallye Dakar teil. 1991 stieg er auf Yamaha um. 
Außerdem gewann er 1986, 1987 und 1989 die Motorradwertung der Atlas-Rallye und 1984 die Djerba 500 Rallye. Da Frankreich 1985 kein Team für die ISDE in Spanien stellte, trat er als Einzelfahrer an und gewann das Rennen auf seiner privaten Honda 250 CR.

## Tod bei der Rallye Dakar
Bei der Rallye Dakar 1992 stieß er zwischen Franceville und Pointe-Noire im Kongo mit einem, entgegen der Fahrtrichtung fahrenden, Fahrzeug der Rallye Orga zusammen und starb sofort.

## Gilles Lalay Classic
Lalay war der Ansicht, dass die Wettbewerbe der Enduro-Rennens zu seiner zeit zunehmend anspruchsloser mit immer weniger Schwierigkeiten gestaltet wurden. Er hatte daher den Plan, ein Rennen zu veranstalten, bei dem der Sieger seiner Meinung nach „der Letzte sein würde, der auf seinem Bike sitzen bleibt“. Dieses Projekt, das er „Dead Line“ nannte, wurde schließlich nach seinem Tod unter dem Namen „Gilles Lalay Classic“ ins Leben gerufen. Das Rennen war als das härteste der Welt bekannt.
Der Wettbewerb, an dem bis zu 200 Endurofahrer teilnehmen konnten, fand zunächst in Form eines 200 km langen Auswahl-Enduros zwischen Limoges und Peyrat-le-Château in der Haute-Vienne statt. Nach dieser Prüfung wurden nur die ersten 100 Fahrer für den zweiten Teil zugelassen, der am Nachmittag stattfindet. Dieser bestand aus einem weiteres Rennen rund um den Lac de Vassivière, mit eine Reihe von steilen Anstiegen, unergründlichen Schlammlöchern, Furten und endlosen Geröllhalden. Das Ziel befand sich auf dem Gipfel der Côte du Corbeau Mort. Die Fahrer kamen in der Nacht an und wurden von den Zuschauern unterstützt, ohne die es unmöglich war, oben anzukommen. Der Erste, der den Gipfel erreichte, wird zum Sieger erklärt. Die Wertung endet um Mitternacht und in der Regel überquerten nur eine Handvoll Teilnehmer die Ziellinie. Im Jahr 1996 waren es zum Beispiel nur vier.
Der Event wurde von 1992 bis 2001 9 mal durchgeführt. 2020 kam es unter der Bezeichnung «Extrême Peyratoise» zu einer Neuauflage.